# Tambana succincta
Tambana succincta är en fjärilsart som beskrevs av Emilio Berio 1973. Tambana succincta ingår i släktet Tambana och familjen Pantheidae. Inga underarter finns listade i Catalogue of Life.